# Stonařov
Městys Stonařov (německy Stannern) se nachází v okrese Jihlava v Kraji Vysočina. Žije zde přibližně 1 100 obyvatel. Leží na rušné trase E59 (Jihlava-Znojmo-Hollabrunn).
Sousedními obcemi sídla jsou Cerekvička-Rosice, Otín, Suchá, Dlouhá Brtnice, Brtnice a Brtnička.

## Název
Název se vyvíjel od varianty Stonarn (1347, 1349), Stonarzow (1365, 1379, 1390), na Stonarzowie (1480), z Tonařova (1480), z Tonarzowa (1528), Stonnern a Stonarow (1633), Stannern (1678), Stynern (1718), Standern (1720), Stannern a Stonaržow (1798), Stannern a Stonařow (1846), Stonařov a Stannern (1872), Stonářov (1881) až k podobám Stonařov a Stannern v roce 1924. Místní jméno vzniklo přidáním přivlastňovací přípony -ov k osobnímu jménu Stonař ("kdo stoná"). Pravděpodobně se jednalo o znojemského komorníka Stonaře doloženého z roku 1226. Německé jméno se vyvinulo z českého.

## Historie

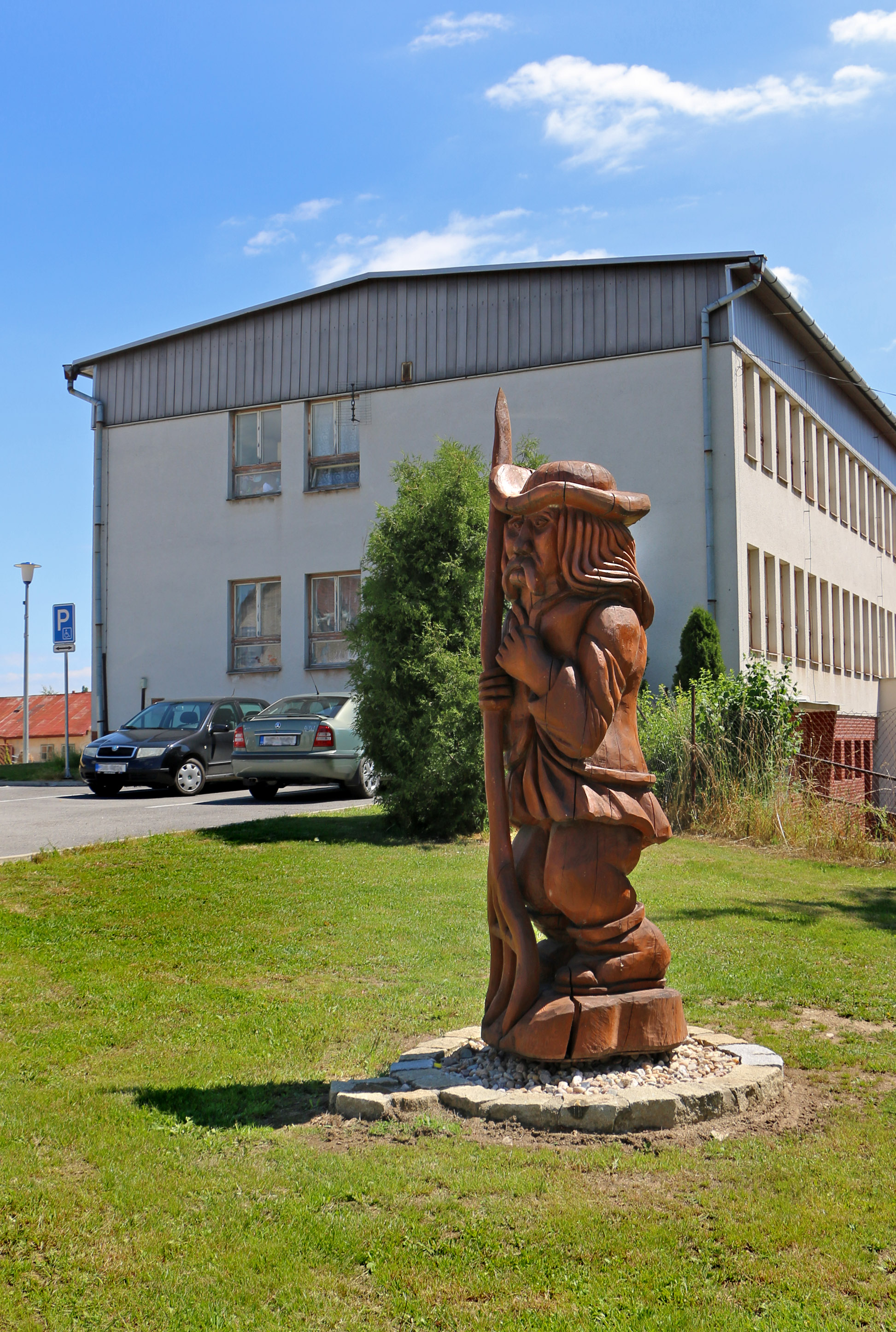
Socha v centru obce

Původně slovanská osada vznikla v 1. polovině 13. století při brodu zemské stezky zv. Lovětínské přes říčku Jihlávku. Od poloviny 13. století zasáhla oblast kolem Stonařova v souvislosti s objevem stříbra na Jihlavsku německá kolonizace. Tehdy vznikl tzv. německý jazykový ostrov (Iglauer deutsche Sprachinsel).
Osada byla pojmenována podle majitele Stonaře (Ztonar), který se poprvé připomíná v listině z 27. dubna roku 1218, kterou markrabí moravský Vladislav Jindřich odevzdal dědičně ves Bohdanov na Opavsku Štěpánu z Medlova a jeho synům. Podruhé se Stonař připomíná 19. září roku 1226, kdy jako komorník svědčil na listině Přemysla Otakara I. pro klášter Louka. 
Nejstarší písemná zmínka o Stonařovu je z roku 1347, kdy se připomíná Albert ze Stonařova z rodu Ranožírovců. Jako poddanské městečko (oppidum) je Stonařov připomínán v roce 1365 a pak i 1367. V roce 1429 je zde doloženo konání výročních jarmarků. Již v předhusitské době se připomíná řada rychtářů, z řemeslníků pak krejčí, řezníci, krčmář a povozník. Zdejší obyvatelstvo bylo spíše německé.
Městečko se nacházelo do roku 1367 v držení stonařovské větve Ranožírovců, pak Ješka Schössla z Brtnice erbu tří výhonků (či tří makovic), který Stonařovské panství (Stonařov, Prostředkovice, Bezděkov a Pfaffendorf) přijal jako markraběcí léno, a po roce 1390 vladyků z Hodic, kteří ho drželi jako alod.
Od roku 1530 do roku 1848 byl Stonařov v držení města Jihlavy. V letech 1712–1722 v reakci na zvyšující se útlak jihlavské vrchnosti propukly tři vlny poddanských rebelií, vzpoura nakonec potlačena císařským vojskem a největší rebelové skončili v kasematech brněnského Špilberku. V roce 1750 vzrostl význam městečka dobudováním císařské silnice spojující Vídeň s Prahou. Na císařskou silnici byla přeložena i pravidelná poštovní přeprava mezi těmito městy a ve Stonařově byla zřízena poštovní stanice.
Rokem 1808 vstoupil Stonařov do vědeckého světa. Na obec samotnou a blízké okolí se dne 22. května 1808 snesl meteoritický déšť, významný svým rozsahem a na svou dobu dokonalým vědeckým zmapováním. Tehdejší zdroje odhadují počet na 200–300 kusů typu achondritů pocházejících z blízkosti planetky Vesty, sebráno bylo tehdy 66 kusů meteoritů. Tyto jsou velmi ceněny a je možno je spatřit v soukromých sbírkách a muzeích po celém světě, v České republice pak v muzeích v Praze, Brně a v Jihlavě. V roce 2008 u příležitosti 200. výročí tohoto přírodního úkazu byl odhalen památník a v návaznosti na tuto událost byla jedna z nově objevených vesmírných planetek pojmenována Stonařov (č. 61208).

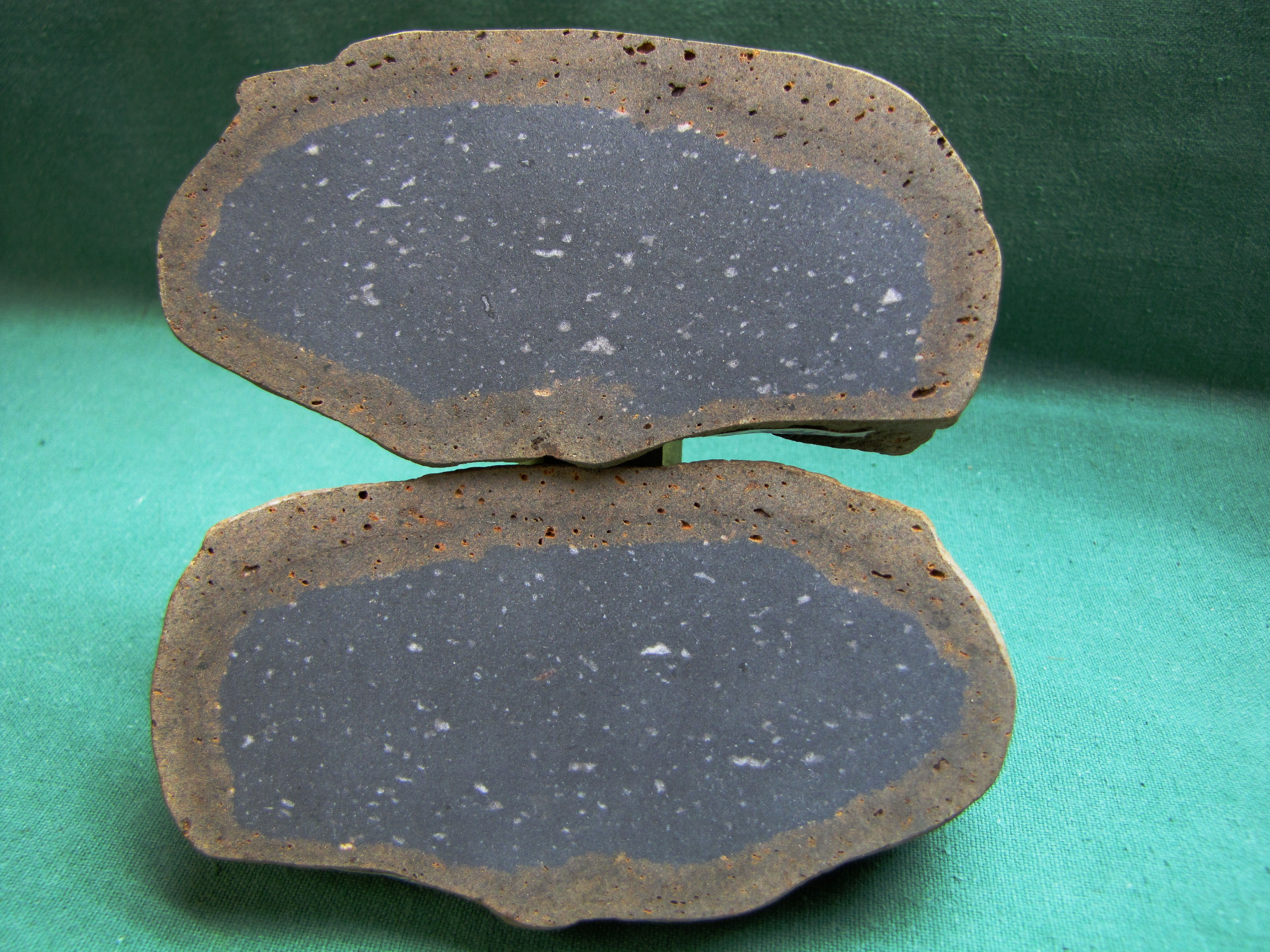
Stonařovské meteority

V roce 1850 v době největšího populačního růstu žilo ve Stonařově 2 009 obyvatel. Po konci 2. světové války se stal Stonařov místem, kde bylo zřízeno několik internačních táborů pro Němce vyhnané z Jihlavy. Tento pobyt byl spojován s týráním ze strany české ostrahy i Rudé armády a na 200 internovaných zde zemřelo na úplavici. Po odsunu většiny obyvatel německé národnosti v roce 1945 byla obec dosídlena českým obyvatelstvem. V roce 1961 se Sokolíčko stalo místní částí Stonařova.V sedmdesátých letech postavila vláda ČSSR na okraji obce tajný podzemní bunkr s rozhlasovým studiem s krycím označením "rozhlasové vysílací stanoviště.
Od 10. října 2006 je Stonařov opětovně městysem – stalo se tak opět na základě rozhodnutí předsedy PS PČR. Přiznání a užívání tohoto statutu chápou obyvatelé městyse jako odkaz na vlastní historii a postavení Stonařova mezi sídly v České republice, v neposlední řadě i jako poděkování všem, kteří se v minulosti zasloužili o rozvoj městečka. Dne 28. října 2009 byla na budově KD odhalena socha rytíře Rolanda, symbolu tržního práva městyse, svobody a spravedlivého obchodu.

## Současnost
V městysi samotném je v provozu restaurace, pošta, dvě potravinářské prodejny, omezeně masna, dvě prodejny s průmyslovým a drogistickým zbožím, kadeřnictví, ve zdravotnickém středisku lze nalézt ordinace obvodního, zubního, dětského i ženského lékaře, základní škola s mateřskou školou je celotřídní. V posledních letech probíhá ve Stonařově čilá výstavba, bylo zasíťováno 69 stavebních parcel a připravuje se dalších 5. Stonařov na rozdíl od ostatních venkovských obcí roste – k 31. prosinci 2009 měl 1 048 obyvatel. V roce 2008 byly zahájeny práce na revitalizaci horního toku Jihlávky, spočívající v obnově a vybudování soustavy 3 rybníků a 2 průtočných tůní v hodnotě 18 milionů Kč, akce byla dokončena v říjnu 2009. V témže roce byla rovněž zahájena největší investiční akce v historii městyse a to výstavba kanalizace a centrální čistírny odpadních vod v hodnotě díla 80,5 milionů Kč. Nezanedbatelnou akcí byla i stavba víceúčelového hřiště s umělým povrchem za 3,6 milionu Kč, která byla dokončena v srpnu 2009. Na všechny tyto akce se podařilo získat dotace z evropských strukturálních fondů.

## Přírodní poměry

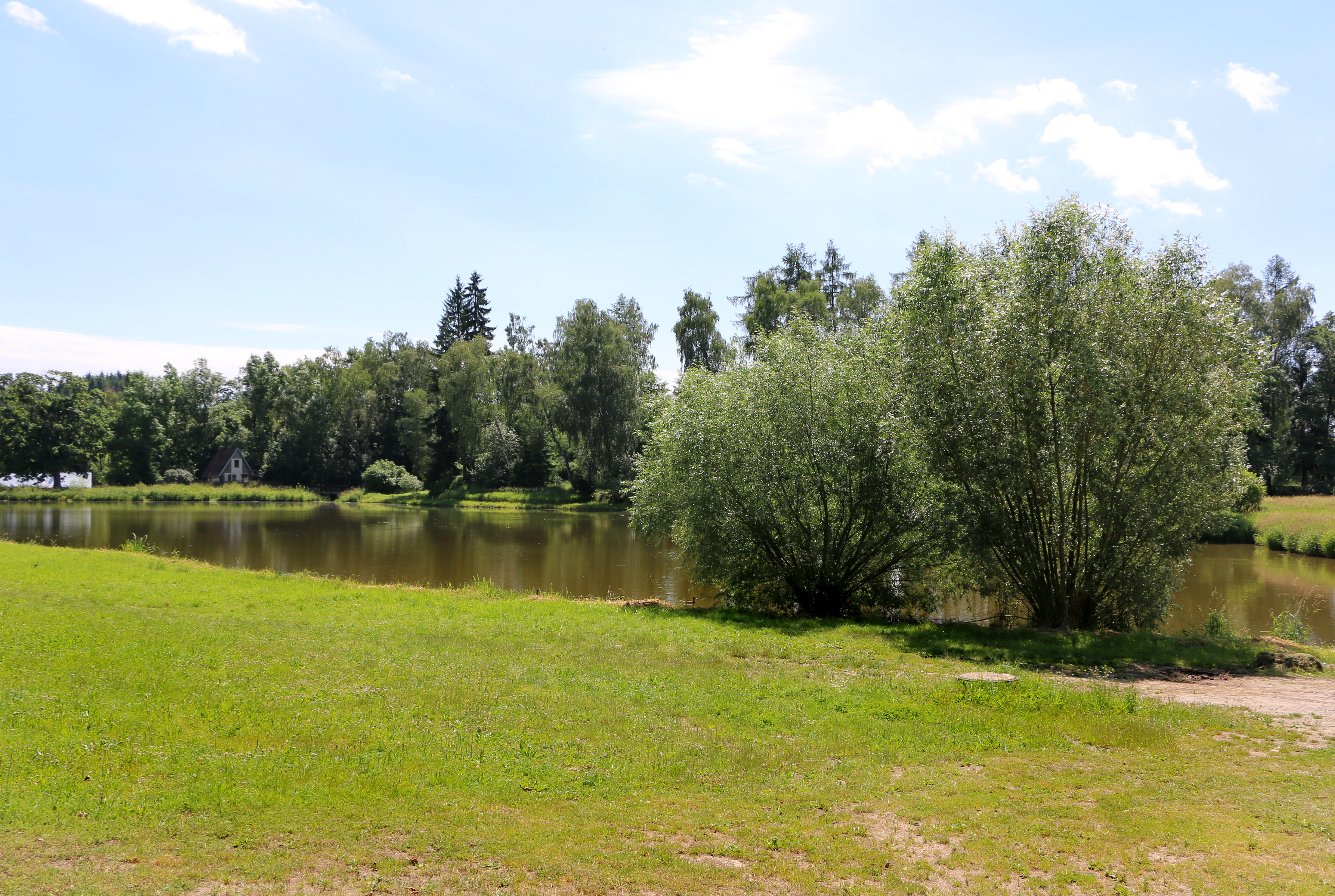
Dolní Jarošův rybník

Stonařov leží v okrese Jihlava v Kraji Vysočina. Nachází se 13 km jižně od Jihlavy, 8 km západně od Brtnice, 18 severně od Želetavy , 16 km severovýchodně od Telče a 8,5 km východně od Třeště. Geomorfologicky je oblast součástí Česko-moravské subprovincie, konkrétně Křižanovské vrchoviny a jejího podcelku Brtnická vrchovina, v jehož rámci spadá pod geomorfologický okrsek Puklická pahorkatina. Průměrná nadmořská výška činí 580 metrů. Nejvyšší bod o nadmořské výšce 649 metrů leží v severovýchodní části katastru. Severně od Stonařova stojí vrch Rozhledna (625 m). Městysem protéká řeka Jihlávka, do které se jižně zleva vlévá Otínský potok, z téže strany přímo ve Stonařově do Jihlávky v místě Dolního Jarošova rybníka vtéká Farský potok, na němž se nachází rybník Šebáček. Rovněž zleva se v severní části Stonařova do Jihlávky vlévá bezejmenný potok, na němž se nacházejí tři rybníky. Na Jihlávce se jižně od Dolního Jarošova rybníka rozkládá Horní Jarošův rybník. V severovýchodní části městyse se nachází dvojice rybníků Dolní a Horní Bejčák.

## Obyvatelstvo
Podle sčítání 1930 zde žilo v 259 domech 1 215 obyvatel. 397 obyvatel se hlásilo k československé národnosti a 806 k německé. Žilo zde 1 194 římských katolíků, 4 evangelíků, 1 příslušník Církve československé husitské a 5 židů.
| Rok            | 1869  | 1880  | 1890  | 1900  | 1910  | 1921  | 1930  | 1950  | 1961  | 1970  | 1980 | 1991 | 2001 | 2011  |
| -------------- | ----- | ----- | ----- | ----- | ----- | ----- | ----- | ----- | ----- | ----- | ---- | ---- | ---- | ----- |
| Počet obyvatel | 1 856 | 1 878 | 1 725 | 1 505 | 1 451 | 1 371 | 1 318 | 1 014 | 1 115 | 1 011 | 993  | 926  | 926  | 1 026 |

| Rok            | 1869  | 1880  | 1890  | 1900  | 1910  | 1921  | 1930  | 1950 | 1961  | 1970 | 1980 | 1991 | 2001 | 2011  |
| -------------- | ----- | ----- | ----- | ----- | ----- | ----- | ----- | ---- | ----- | ---- | ---- | ---- | ---- | ----- |
| Počet obyvatel | 1 771 | 1 782 | 1 638 | 1 409 | 1 347 | 1 275 | 1 215 | 953  | 1 062 | 973  | 979  | 919  | 924  | 1 022 |

## Správa a politika

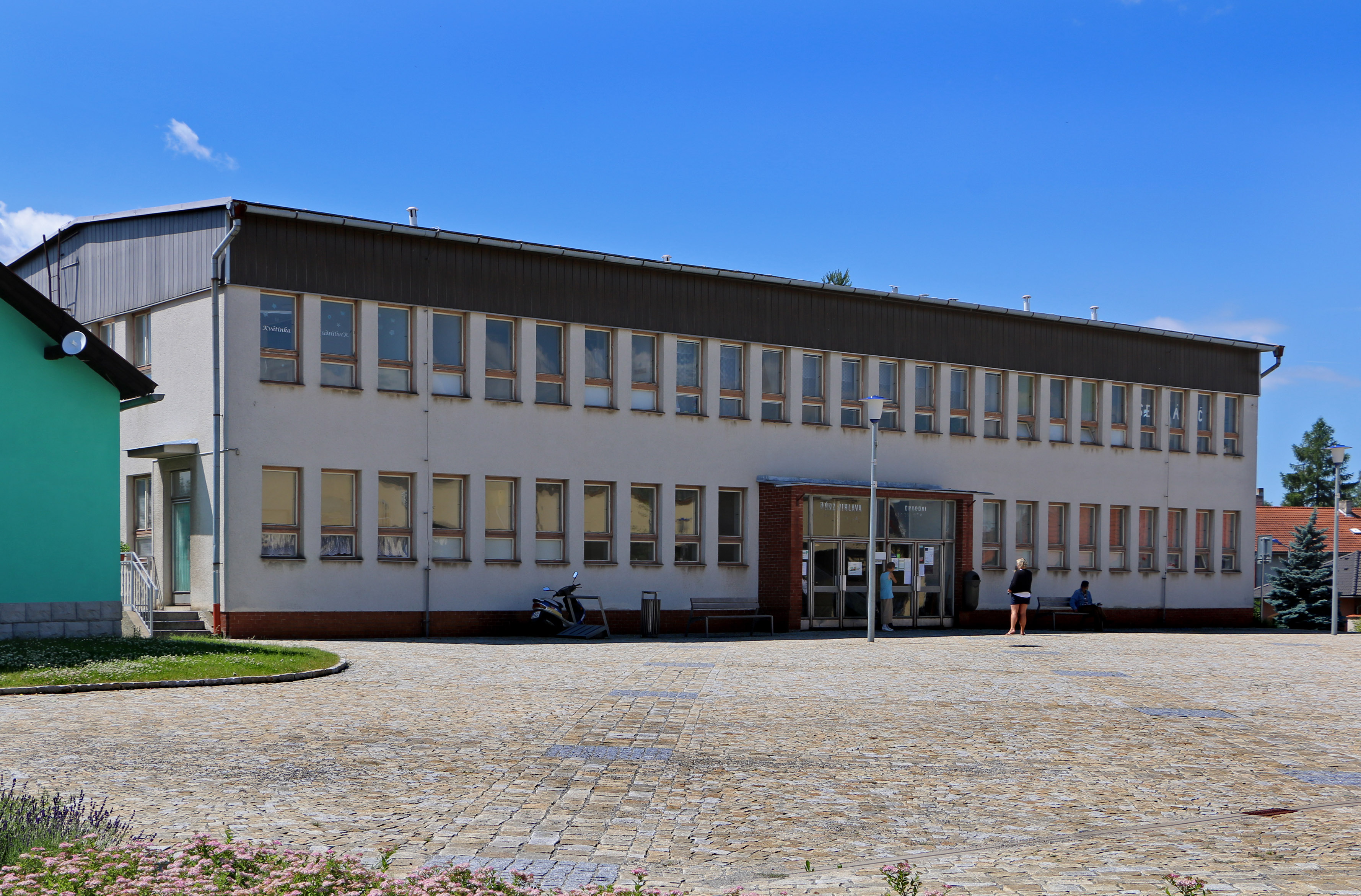
Zdravotní středisko

### Místní části, členství ve sdruženích
Městys se člení na 2 místní části – Sokolíčko a Stonařov, které leží na 2 stejnojmenných katastrálních území a má dvě stejnojmenné základní sídelní jednotky.
Stonařov je členem Mikroregionu Třešťsko a místní akční skupiny Třešťsko.

### Zastupitelstvo a starosta
Obec má patnáctičlenné zastupitelstvo, v čele pětičlenné rady od roku 2006 stojí starosta František Plavec.
| Období    | Voliči | Účast v % | Mandáty | Výsledky                                                 | Starosta         |
| --------- | ------ | --------- | ------- | -------------------------------------------------------- | ---------------- |
| 2002–2006 | 744    | 55,38     | 15      | 11 Sdružení nezávislých 4 KSČM                           | František Plavec |
| 2006–2010 | 790    | 49,75     | 15      | 13 SDRUŽENÍ NEZÁVISLÝCH 2 KSČM                           | František Plavec |
| 2010–2014 | 824    | 73,42     | 15      | 8 SDRUŽENÍ NEZÁVISLÝCH 5 Svobodní a NSO Stonařova 2 KSČM | František Plavec |
| 2014–2018 | 850    | 52,35     | 15      | 10 SDRUŽENÍ NEZÁVISLÝCH 3 ANO 2011 2 KSČM                | František Plavec |

### Znak a vlajka
Právo užívat vlajku bylo městysi uděleno rozhodnutím Poslanecké sněmovny Parlamentu České republiky dne 13. května 2003, znak obce, který vychází z historické pečetě, užívala obec již dříve. Znak: V červeném štítě na zeleném trávníku stojící sv. Václav ve zbroji s knížecí korunou na hlavě, v pravé ruce drží na zlaté žerdi stříbrný praporec – vlaštovčí ocas s černou orlicí v žerďové části. Postava je provázena stříbrnými majuskulními písmeny S W, pod písmenem W stříbrný ježek. Vlajka: List tvoří tři vodorovné pruhy, bílý, červený a zelený. V horním rohu žlutá knížecí koruna. Poměr šířky k délce listu je 2:3.

## Hospodářství a doprava

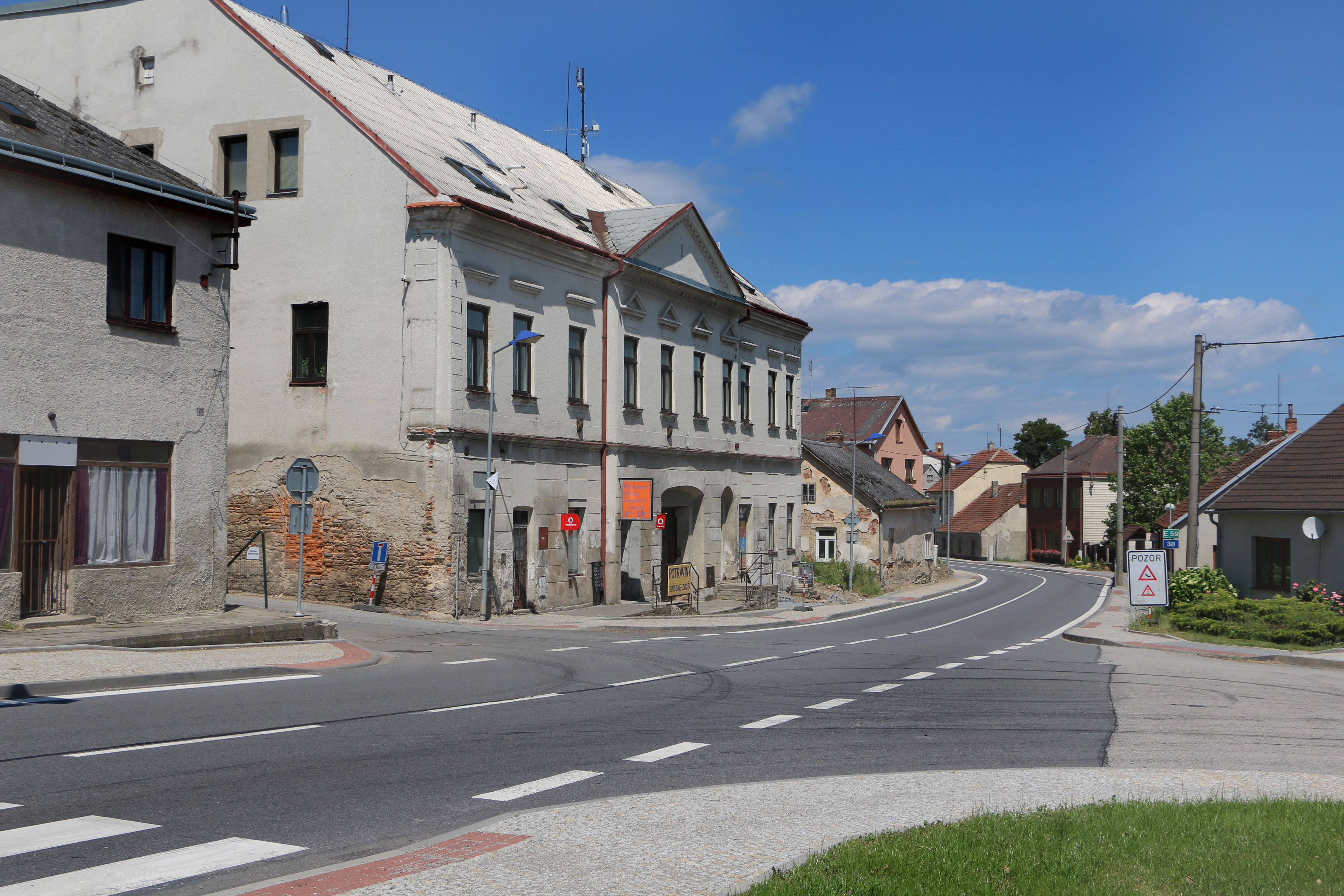
Silnice I. třídy č. 38

V obci sídlí firmy DentEsthes s.r.o., První radiologická s.r.o., Connectors s.r.o., GH METAL s.r.o., PROCEMM s.r.o., Gareth s.r.o., Klouda, s.r.o., TBiometrics s.r.o., SILO s.r.o., Filico s.r.o., Eni Česká republika, s.r.o., MEMORIA, s.r.o., CLOFI s.r.o., IMEX – Bohemia s.r.o. a obchod firmy LAPEK, a.s. Ordinaci tu má praktický, dětský a ženský lékař.
Obcí prochází silnice I. třídy č. 38 ze Želetavy do Jihlavy, po níž vede i tranzitní trasa E59 do Rakouska. Křižují ji komunikace II. třídy č. 402 z Třeště do Kněžic a č. 403 z Telče do Brtnice, z níž odbočuje silnice III. třídy č. 4024 do Sokolíčka. Dopravní obslužnost zajišťují dopravci ICOM transport, Jiří Tunka, Radek Čech – Autobusová doprava, TRADO-BUS a INTERBUS PRAHA. Autobusy jezdí ve směrech Praha, Jihlava, Třebíč, Moravské Budějovice, Znojmo, Dačice, Bítov, Nová Říše, Stará Říše, Zadní Vydří, Opatov, Vílanec, Loučky, Želetava, Budeč, Kněžice, Předín, Telč, Třešť a Hrotovice. Nejbližší vlakovou stanicí je Třešť.

## Turistika
Ke Stonařovu náleží i 3 km severovýchodně vzdálená osada Sokolíčko, kterou prochází žlutá turistická trasa spojující Brtnici s lesním komplexem a přírodní rezervací Velký Špičák. Od Velkého Špičáku kolem rybníků V Pouštích je vyznačena cyklotrasa číslo 5200 vedoucí do městyse a odtud tzv. Stonařovskou alejí do polesí Jestřebský les, kde se 4 km jihovýchodně od Stonařova na rozsáhlé mýtině uprostřed lesů nachází cíl mnoha výletníků – empírový lovecký zámeček Aleje, ke kterému se sbíhá sedm cest – alejí. Jednou z nich je i Stonařovská alej. Za návštěvu stojí romantické údolí Jihlávky jižně od městyse včetně okolních lesů, které uspokojí i náročné houbaře a v zimě běžkaře. Údolím Jihlávky je též vyznačena naučná stezka na Aleje, která se vrací zpět do městyse po úbočí vrchu Kalvárie (646m) ke hřbitovu po křížové cestě (obnovené r.2014).

## Školství, kultura a sport
Základní škola a Mateřská škola Stonařov je příspěvková organizace zřizovaná městysem Stonařov. Ve školním roce 2013/2014 školu navštěvovalo 159 žáků. Do školy dojíždějí i děti z 15 okolních obcí. Sídlí zde knihovna. Působí tu Divadelní soubor Stonařov a včelařský spolek. Muzeum meteoritů bylo otevřeno v roce 2012.
Sokol Stonařov hraje v sezoně 2018/2019 fotbalovou I. B třídu mužů skupinu B Kraje Vysočina a mužstvo B III. třídu mužů v okrese Jihlava. Klub má i přípravku.
Sbor dobrovolných hasičů Stonařov byl založen v roce 1872.

## Pamětihodnosti
- Hřbitovní kaple svaté Trojice – Románský karner (hřbitovní kaple s freskovou výzdobou) je nejstarší památkou městyse. Nachází se vedle farního kostela svatého Václava. Nedaleko je rovněž barokní kaple Kalvárie a renesanční budova fary, kde je možno domluvit prohlídku karneru.
- Kostel svatého Václava
- Bývalá poštovní stanice
- Boží muka – s letopočtem 1647 lze nalézt před domem čp. 3
- Smírčí kámen – byl zabudován do kamenné zídky u domu čp. 32
- Fara
- Křížová cesta pod vrchem Kalvárie s televizním převaděčem (615 m n. m.)[29]
- Socha rytíře Rolanda – nachází se na budově kulturního domu čp. 232

## Osobnosti
V roce 1892 se v obci narodil Arthur Seyß-Inquart, který se ve 30. letech stal jednou z vůdčích osobností rakouských nacistů s úzkými vazbami na Hitlera. V době anšlusu byl rakouským kancléřem. Po připojení Rakouska k Říši byl jmenován říšským ministrem a následně říšským komisařem pro Nizozemí, kde strávil téměř celou válku. Jako válečný zločinec byl v norimberském procesu odsouzen k trestu smrti a popraven 16. října 1946.
- Ješek z Brtnice

## Další fotografie

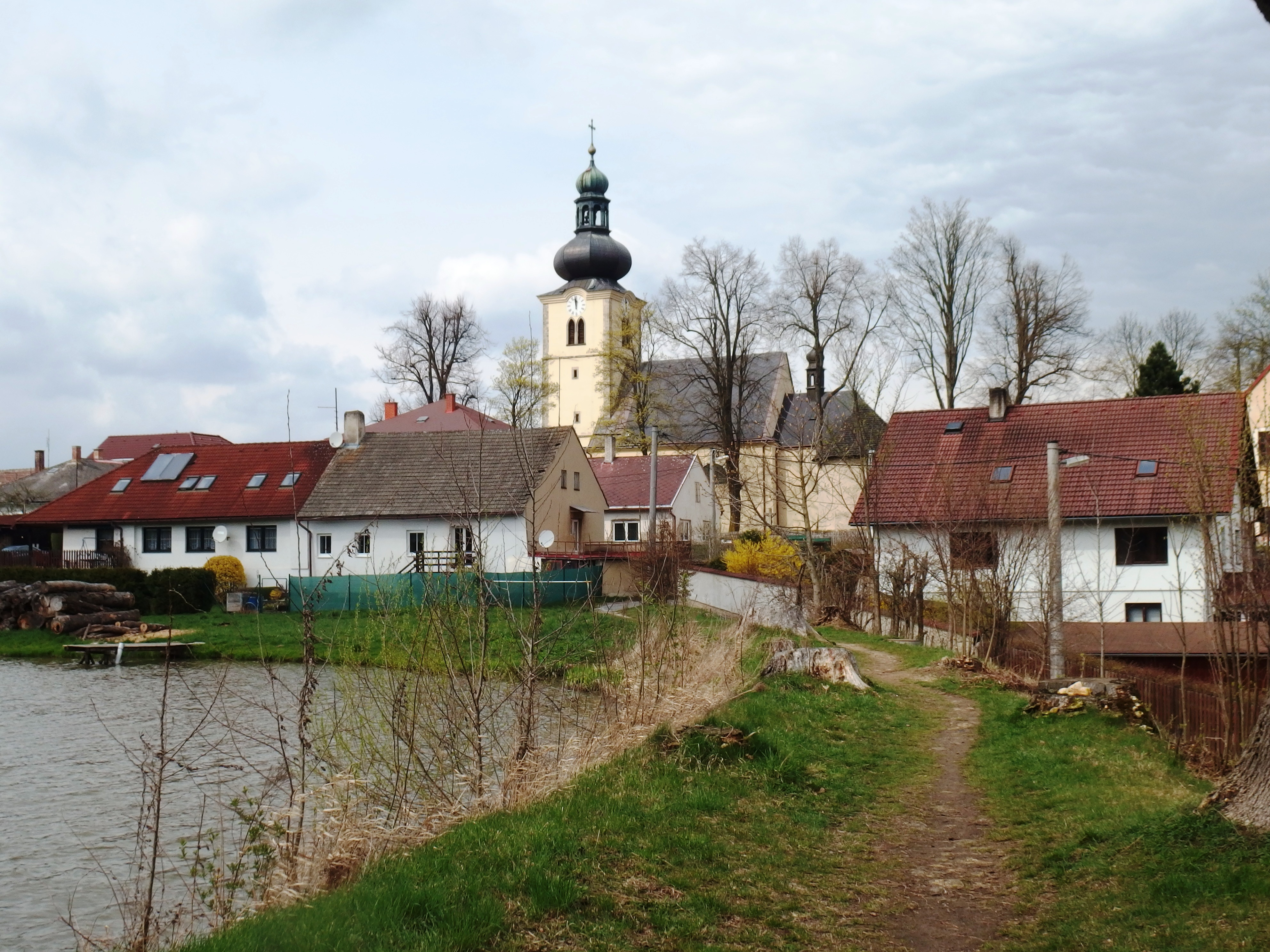
Pohled od Dolního Jarošova rybníka ke kostelu svatého Václava
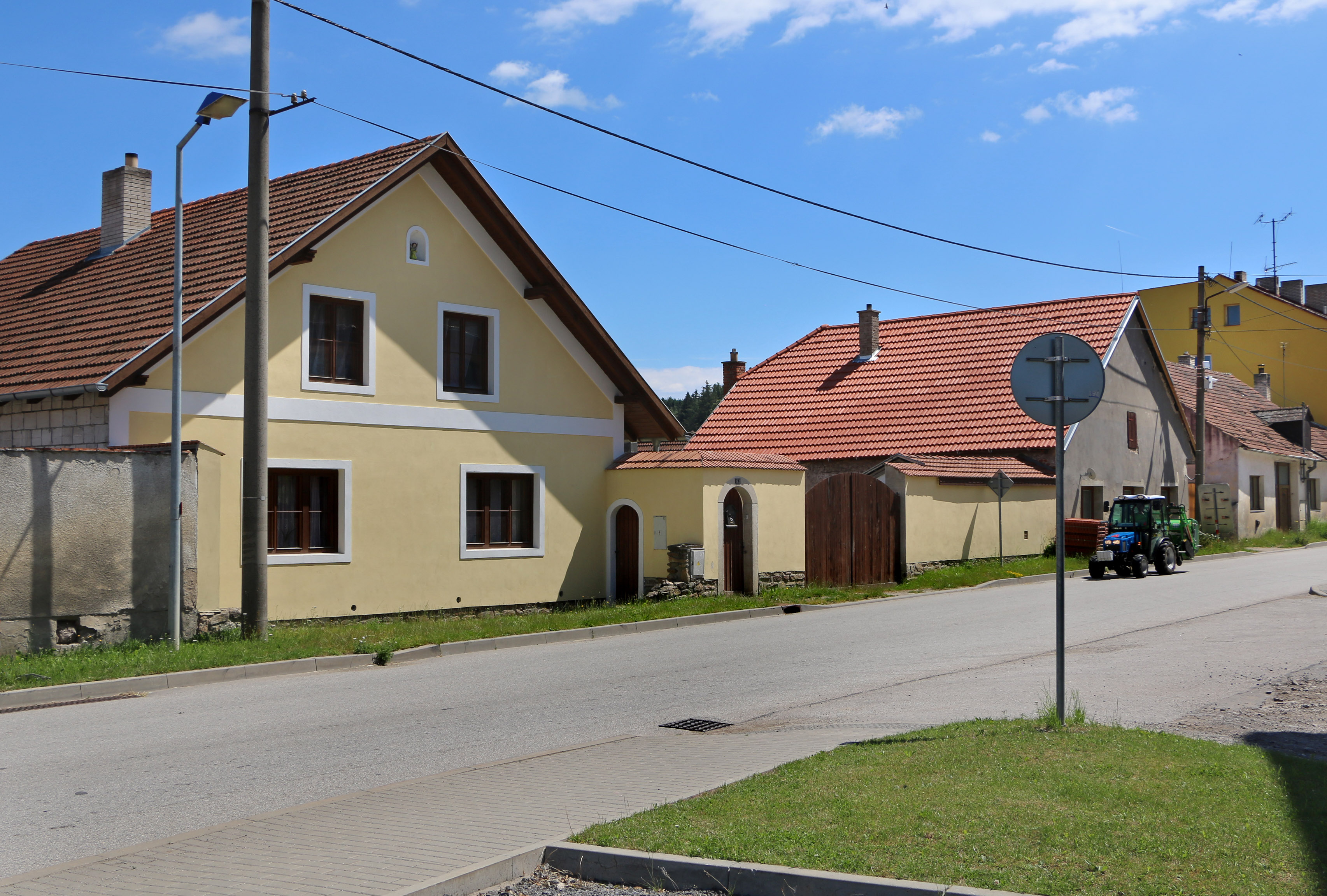
Domky v dolní části obce
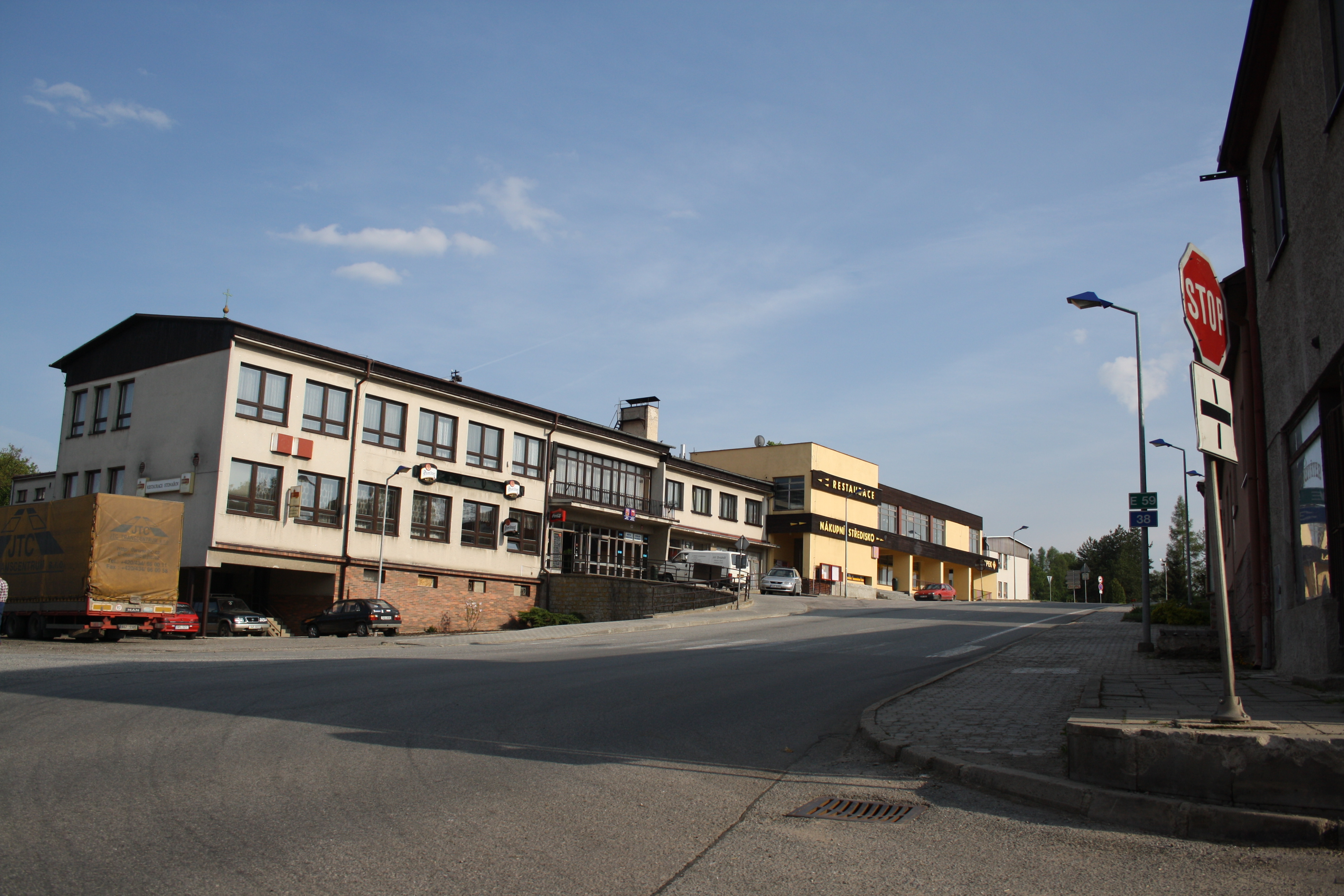
Centrum Stonařova
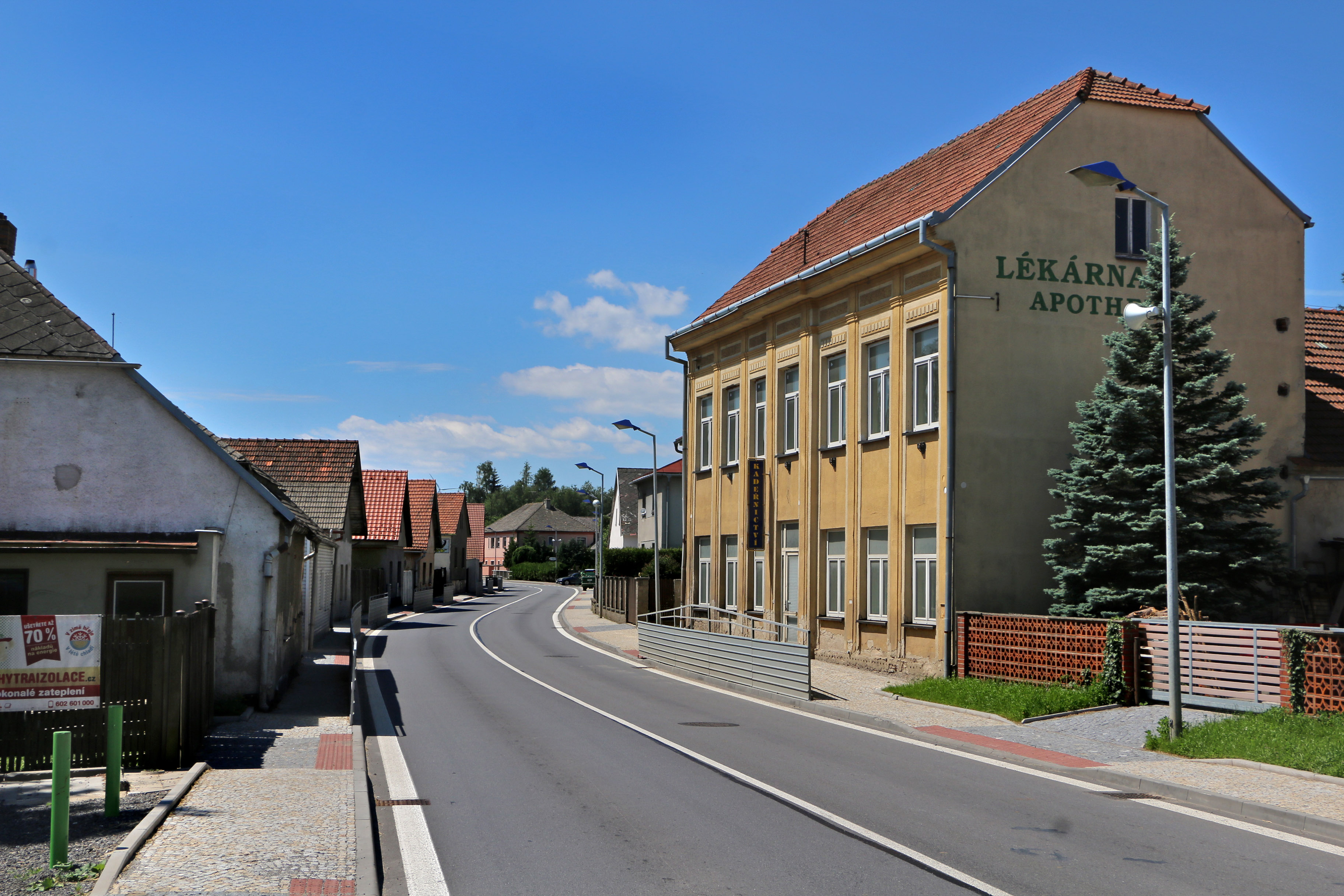
Lékárna u silnice I/38
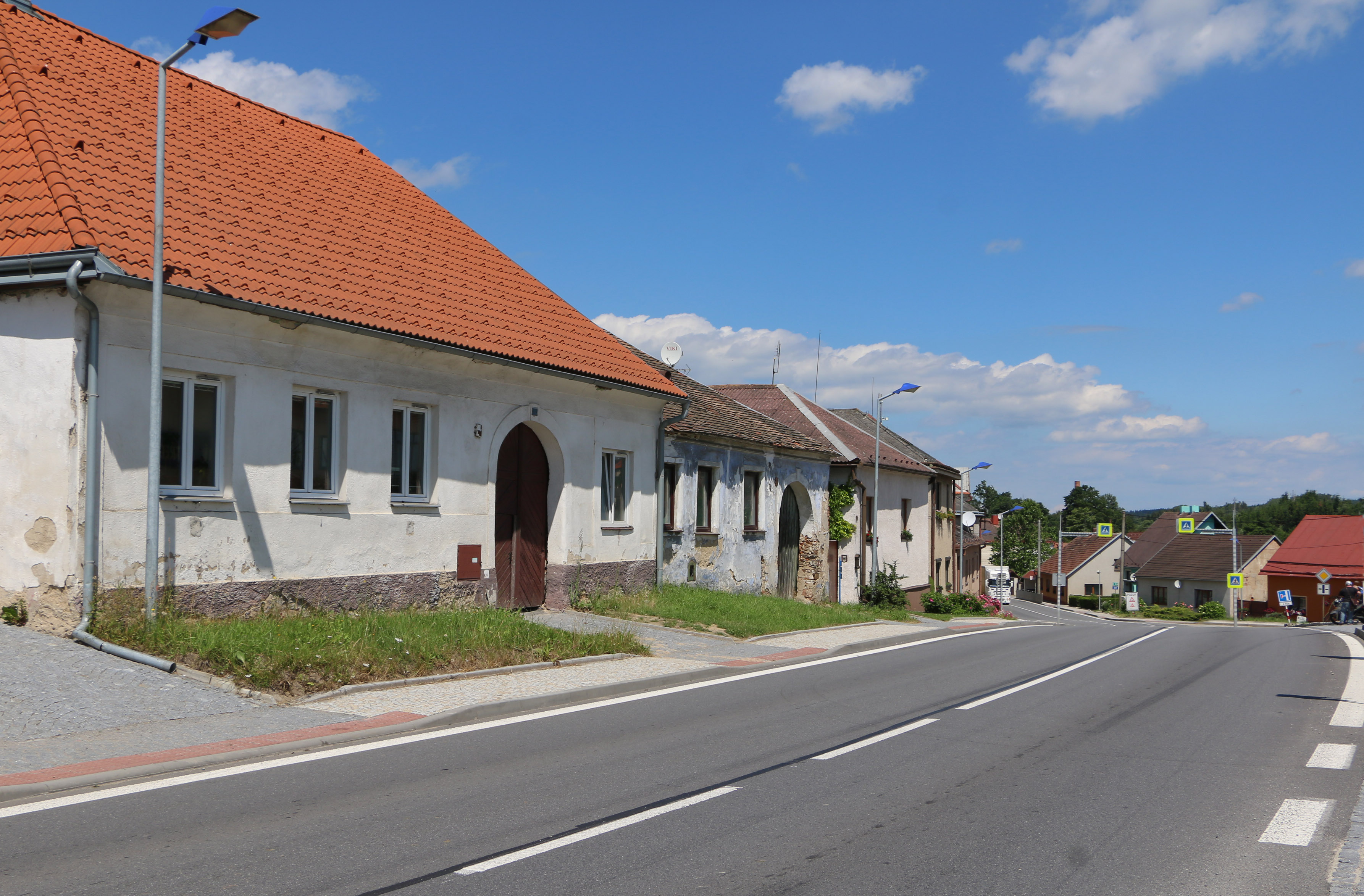
Horní část obce